# Киприан Антиохийский
Киприа́н Антиохи́йский (?, Антиохия — 304, Никомедия) — епископ, священномученик.
Согласно житию, родился в Антиохии в языческой семье. Получил образование в Аргосе, Таврополе, Мемфисе и в Вавилоне. После возвращения в Антиохию был одним из местных жрецов и колдуном.
Под влиянием христианки Иустины раскаялся и крестился у местного епископа Анфима. В дальнейшем стал епископом.
Во время гонений на христиан при императоре Диоклетиане Киприана и Иустину приговорили к смертной казни через усекновение мечом. Во время казни воин Феоктист объявил себя христианином и был казнён вместе с ними.
На сей день часть мощей Киприана и Иустины находятся на острове Кипр, в деревне Менико возле города Никосии. Там построена церковь в память священномученика Киприана и мученицы Иустины, где и хранятся их мощи. В 1298 году их мощи были принесены на Кипр из Сирии. Другая часть мощей Киприана и Иустины находится в Греции в монастыре их имени.
В день празднования памяти священномученика Киприана и Иустины идёт шестеричное богослужение.